# Rois
Rois település Spanyolországban, A Coruña tartományban. Rois Padrón, Dodro, Rianxo, Lousame, Brión és Teo községekkel határos. Lakosainak száma 4395 fő (2024).

## Népesség
A település népessége az utóbbi években az alábbiak szerint változott:
| Lakosok száma | 5180 | 5122 | 5105 | 4995 | 4910 | 4767 | 4657 | 4512 | 4493 | 4395 |
|               | 2001 | 2004 | 2006 | 2009 | 2011 | 2014 | 2016 | 2019 | 2021 | 2024 |